# Euploea smithii
Euploea smithii är en fjärilsart som beskrevs av Moore 1883. Euploea smithii ingår i släktet Euploea och familjen praktfjärilar. Inga underarter finns listade i Catalogue of Life.